# Wilthen
Wilthen è un comune di 4 827 abitanti della Sassonia, in Germania.
Appartiene al circondario (Landkreis) di Bautzen (targa BZ).